# Ansuino da Forlì

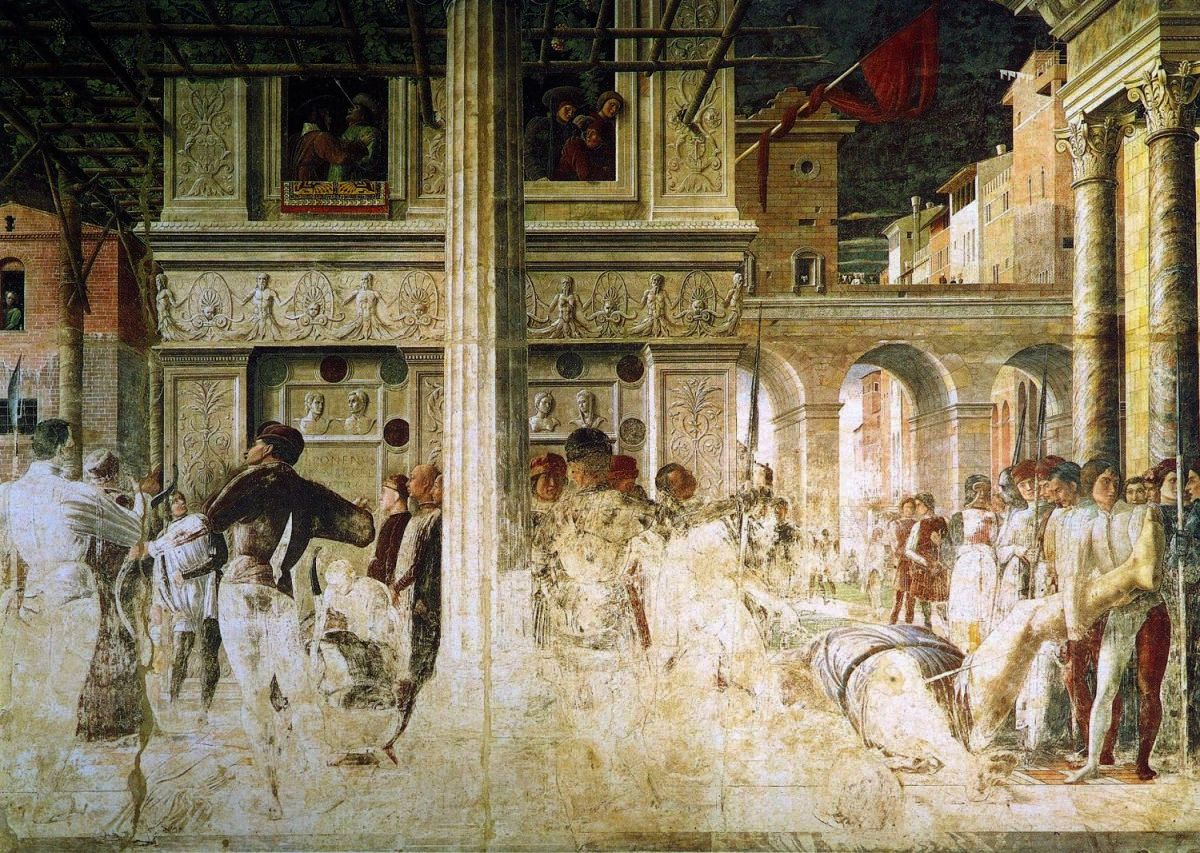
Restes dels fresscs de la Capella Ovetari, als Eremitani de Pàdua.

Ansuino da Forlì va ser un pintor quattrocentista nascut a Forlì, que va col·laborar amb Fra Filippo Lippi i amb Niccolo Pizzolo en diversos treballs. Es va formar al costat de Francesco Squarcione.
Se suposa que va ser el mestre d'altres artistes posteriors, com Melozzo da Forlì i Andrea Mantegna, amb qui va treballar en les decoracions als frescs de la Cappella de Santi Jacopo e Cristoforo a l'església dels Eremitani a Pàdua (destruïts durant la Segona Guerra Mundial).
Hi ha poques dades de la seva carrera. Un document datat el 30 d'octubre de 1451 recull el pagament d'un fresc, signat com OPVS ANSVINI, amb la Predicació de Sant Cristòfor per a la Capella Ovetari dels Eremitani de Pàdua. Ansuino i d'altres artistes van ser contractats per realitzar sis escenes de la vida de sant Cristòfor en substitució d'Antonio Vivarini i Giovanni d'Alemagna després de la mort d'aquest últim l'any 1450.
S'ha identificat Ansuino com el Ansuyn da Furlì esmentat per Marcantonio Michiel com a col·laborador de Filippo Lippi i Niccolo Pizzolo en la decoració –(1434-1437, destruïda–) de la Capella del Podestà a Pàdua.